# Ruth Bader Ginsburg
Pour les articles homonymes, voir Bader, Ginsburg et RBG (homonymie).
Ruth Bader Ginsburg, née Joan Ruth Bader le 15 mars 1933 à Brooklyn (New York) et morte le 18 septembre 2020 à Washington, est une avocate, juriste, universitaire et juge américaine.
Membre de la Cour suprême des États-Unis de 1993 à 2020, elle est la deuxième femme nommée à la plus haute juridiction fédérale. Elle y adopte des positions résolument progressistes, en défendant toute sa vie la cause des femmes, des minorités et de l'environnement.

## Biographie

### Jeunesse et études
Ruth Bader Ginsburg naît à Brooklyn (New York) sous le nom de Joan Ruth Bader (son second prénom sera celui d'usage). Elle est la deuxième fille de Nathan et Celia Amster Bader, immigrants juifs russes, qui vivent dans le quartier de Flatbush. Sa mère, qui n'a pas pu accéder à l'université, l'encourage à poursuivre ses études. Ruth effectue ses études secondaires à la James Madison High School de Brooklyn. Sa mère meurt lorsqu'elle est encore au lycée, en classe de terminale.
Ruth Bader Ginsburg continue ses études à l'université Cornell. Elle y étudie sous la férule de Vladimir Nabokov. Elle est membre de la sororité Alpha Epsilon Phi (en) et du club Phi Beta Kappa. C'est dans ce cadre qu'elle fait la connaissance de Martin Ginsburg, qu'elle épouse en 1954. Elle donne naissance à une fille en 1955. Elle obtient en 1954 une licence en administration publique.
Ruth Bader Ginsburg poursuit ses études à la faculté de droit de Harvard en 1956. Elle est l'une des neuf étudiantes de sa promotion. Elle est membre du comité de la prestigieuse revue juridique Harvard Law Review. Elle suit son mari à New York et est admise à la faculté de droit de l'université Columbia, où elle obtient son diplôme de droit (LL.B) en 1959. Elle y est membre de la Columbia Law Review. Elle est vice-major de sa promotion,.

### Activités professionnelles

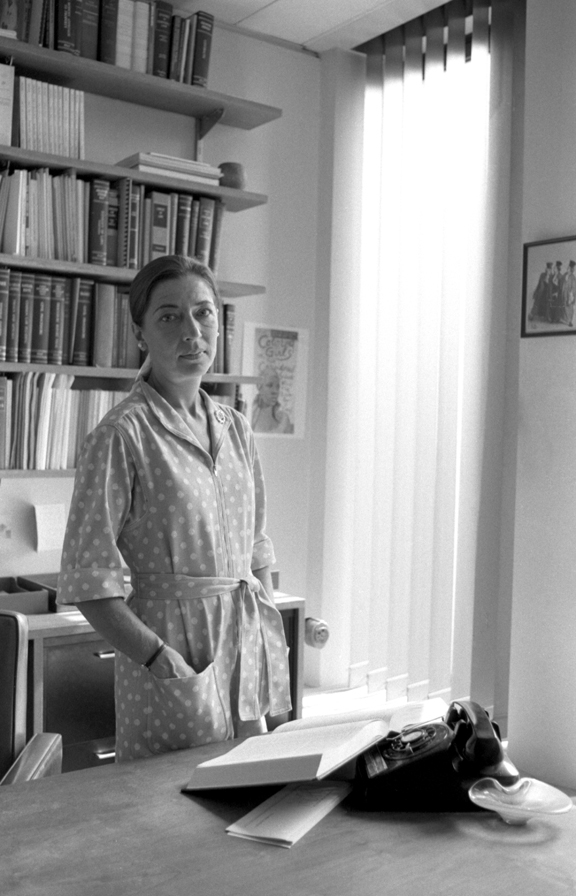
Ruth Bader Ginsburg en 1977.

En 1970, Ruth Bader Ginsburg co-fonde le Women's Rights Law Reporter, premier journal américain qui se concentre sur les droits des femmes,. En 1972, Ginsburg cofonde le Women's Rights Project dans les locaux d'une association appelée Union américaine pour les libertés civiles. Le Women's Rights Project travaille sur plus de 300 cas de discriminations sexistes. Ginsburg fait valoir six cas de discrimination devant la Cour suprême des États-Unis entre 1973 et 1976. Elle remporte cinq victoires,.
Elle participe en 1972 à la création d'une section féminine au sein de l'Union américaine pour les libertés civiles (ACLU).

#### Carrière universitaire
De 1972 à 1980, Ruth Bader Ginsburg enseigne à l'université Columbia. Elle est co-autrice d'un ouvrage sur les discriminations sexistes. De 1977 à 1978, elle est chercheuse au Centre pour les études avancées en sciences du comportement à l'université Stanford.
Elle est professeure de droit à l'université Rutgers, à Newark et à l'université Columbia.

#### Cour d'appel des États-Unis
Ruth Bader Ginsburg est nommée juge à la Cour d'appel des États-Unis pour le circuit du district de Columbia en remplacement d'Harold Leventhal le 14 avril 1980, par le président Jimmy Carter.
Elle quitte cette fonction lorsqu’elle est nommée à la Cour suprême en 1993.

### Cour suprême

Prestation de serment de Ruth Bader Ginsburg comme juge à la Cour suprême.

Elle est nommée juge assesseur à la Cour suprême en 1993, par le président Bill Clinton. Elle est alors la deuxième femme à siéger à la Cour suprême, après Sandra Day O'Connor, et la première Juive. Elle est considérée comme modérée lors de sa nomination, mais évolue vers des prises de positions plus progressistes.
En 2009, elle donne son point de vue concernant les droits à l'avortement et à l'égalité des sexes, dans une interview du New York Times. Elle déclare ainsi à propos de l'avortement que « le gouvernement n'a pas à faire ce choix pour une femme ». Elle se montre critique contre Roe v. Wade, affirmant que la décision est juridiquement vulnérable du fait qu'elle soit établie sur une mauvaise base constitutionnelle.
Ultérieurement à son décès, plusieurs commentateurs progressistes dénoncent la décision de la juge de rester à la Cour suprême. Il y eut plusieurs appels de son vivant lui demandant de mettre fin à son mandat tant que Barack Obama était président et que le Sénat était contrôlé par les démocrates, afin que son successeur ait la même idéologie juridique. Il semble qu'elle prévoyait qu'Hillary Clinton gagne l'élection présidentielle de 2016. Selon sa fille, elle n'exprima pas de regrets sur son choix.

### Maladie et fin de vie

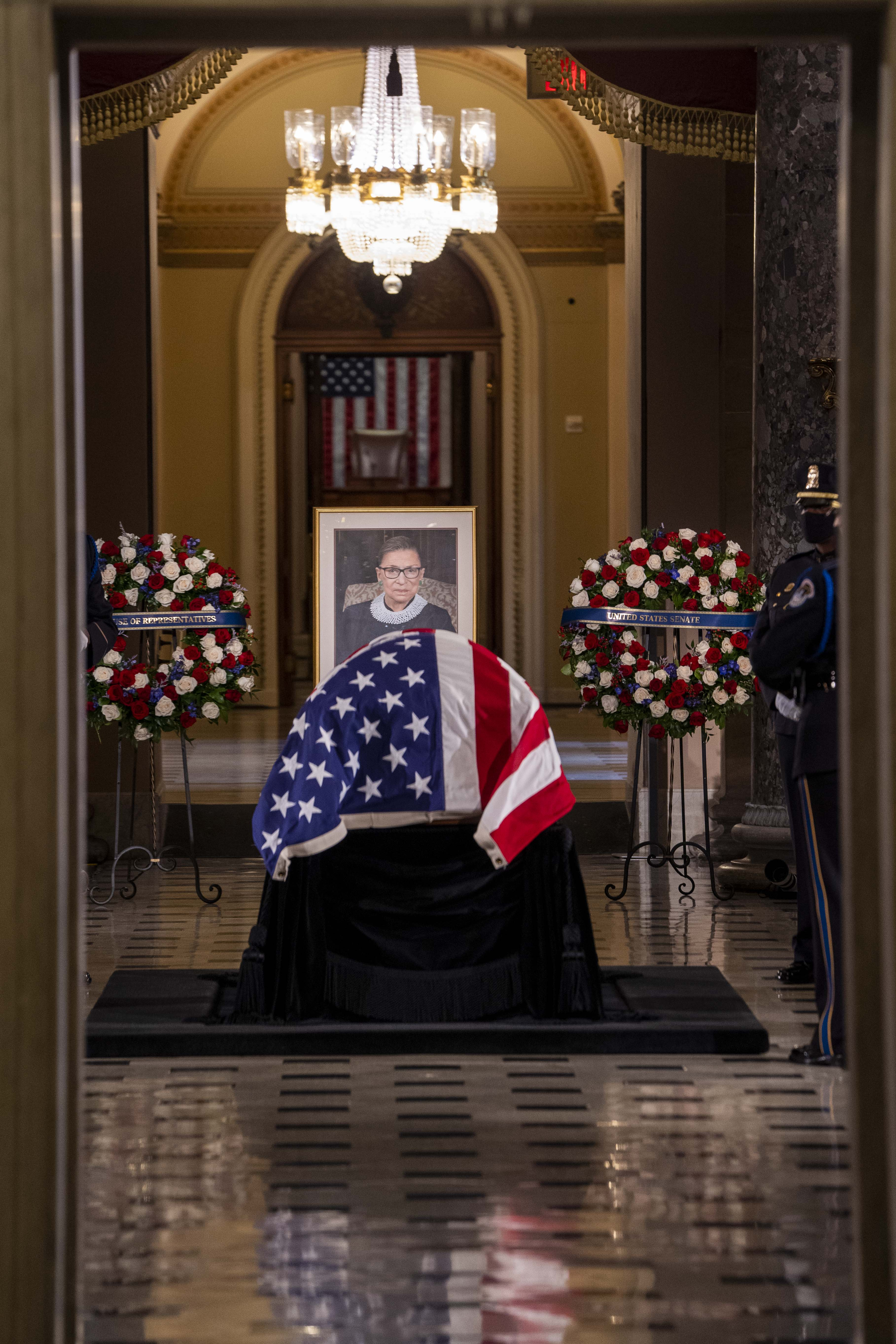
Le cercueil de Ruth Bader Ginsburg exposé lors de son hommage au Capitole.

Ruth Bader Ginsburg est opérée avec succès d'un cancer du pancréas en 2009.
Après un intense combat contre la maladie, la juge de la Cour suprême, qui aura siégé pendant 27 ans, s'éteint à Washington le 18 septembre 2020, à l'âge de 87 ans.
Des hommages de la classe politique américaine affluent quelques heures seulement après l'annonce de sa disparition.
Pour le politologue Jean-Éric Branaa, la disparition de cette alliée des démocrates, à 45 jours de l'élection présidentielle, risque d'entraîner des conséquences sur l'échiquier politique américain. En effet, sa disparition conduit à mettre en lumière l'importance d'une nouvelle nomination à la Cour suprême, aux conséquences différentes s'il s'agit d'un président démocrate ou républicain. La conservatrice Amy Coney Barrett est finalement désignée par Donald Trump et prête serment le 27 octobre 2020. Cette nomination déclenche une levée de boucliers des démocrates qui reprochent un double standard, du fait que les républicains ont bloqué Merrick Garland en 2016.
Fait rare pour une personnalité autre que politique, le cercueil de la défunte juge est exposé sous la coupole du Capitole des États-Unis les 23 et 24 septembre 2020, une première pour un Juif aux États-Unis. Après une cérémonie de funérailles en privé, Ruth Bader Ginsburg est inhumée le 29 septembre 2020 au cimetière national d'Arlington, aux côtés de son époux,.

## Ruth Bader Ginsburg Woman of Leadership Award

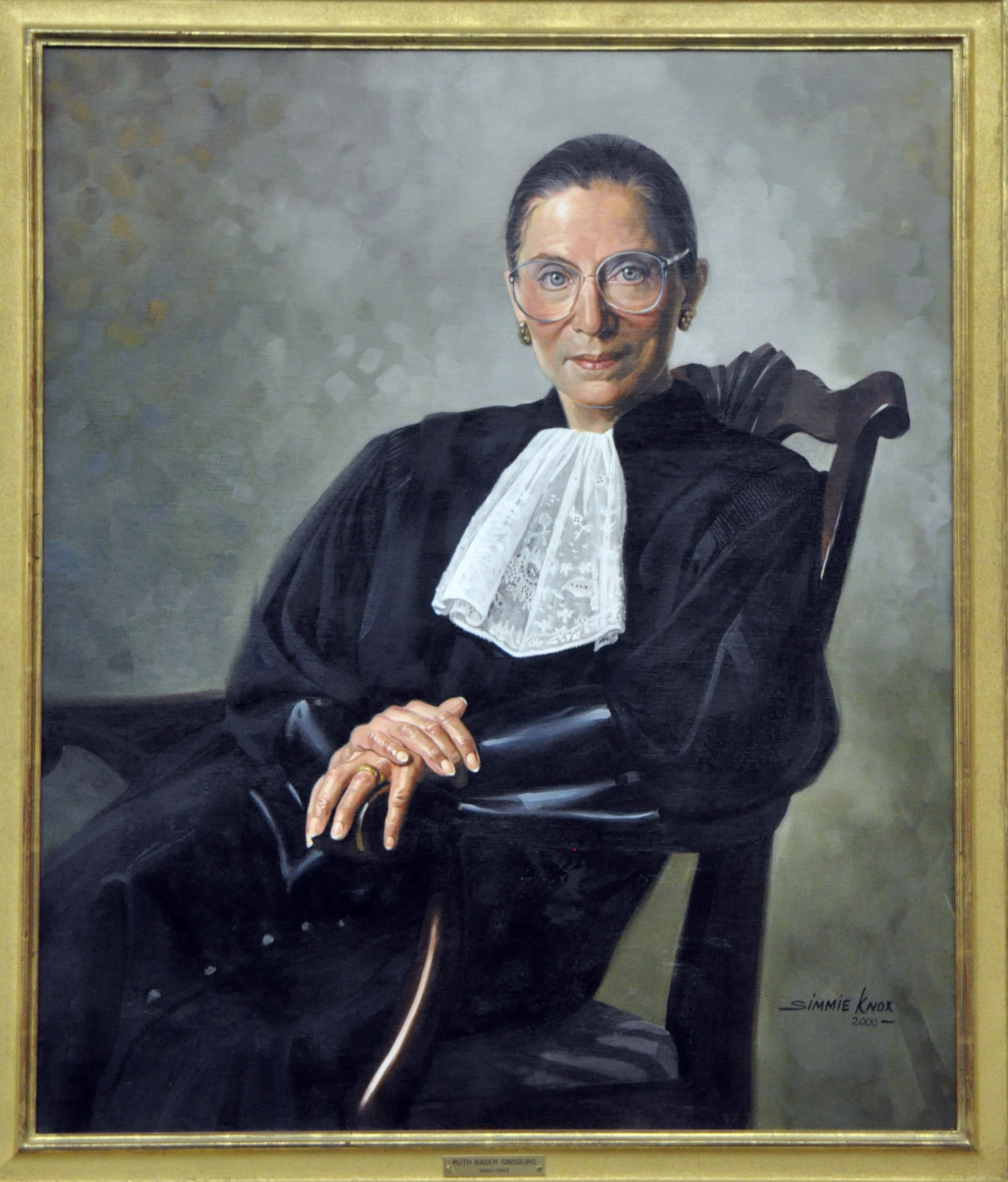
Portrait de Ruth Ginsburg en 2000.

En 2019, Ruth Ginsburg et la fondation Dwight D. Opperman (en) créent un prix intitulé le Ruth Bader Ginsburg Woman of Leadership Award, pour récompenser des femmes d'exception,
Ruth Bader Ginsburg remet elle-même le premier prix en février 2020 à la mécène artistique et philanthrope Agnes Gund (en).
En mars 2024, l'organisation, qui a modifié ses lignes directrices sur les prix devant initialement récompenser des femmes, décide de récompenser désormais « des femmes et des hommes qui ont changé le monde en faisant ce qu’ils font le mieux ». Quatre sur les cinq prix décernés vont à des hommes, notamment à Elon Musk et Rupert Murdoch, dont les points de vue sont considérés comme incompatibles avec ceux de la justice libérale prônée par Ginsburg et ses valeurs, ou encore à Silvester Stallone,,. La famille Ginsburg prend alors ses distances par rapport à la décision de la fondation et demande que son nom en soit retiré,. La présidente, Julie Opperman, annonce à la suite de la controverse que les prix de l'année ne seront pas décernés, que le gala annuel est annulé et que la fondation « reconsidérer[a] sa mission et rendr[a] un jugement sur la manière ou l'opportunité de procéder à l'avenir ».

## Hommages et distinctions

### Filmographie
En 2018, Julie Cohen et Betsy West réalisent le documentaire RBG, qui retrace le parcours de Ruth Bader Ginsburg,.
La même année, le film Une femme d'exception, réalisé par Mimi Leder, retrace également le parcours de Ruth Bader Ginsburg, incarnée par Felicity Jones. Il présente plus particulièrement ses études et le début de sa carrière d'avocate. Son petit fils acteur franco-américain Paul Spera est présent dans le film. Ruth Bader Ginsburg fait une courte apparition à la fin du film.
Dans la mini-série Mrs. America (2020), son rôle est interprété par Tara Nicodemo.
Dans la série The Good Fight, elle est interprétée par Elaine May.

### Opéra
L'Américain Derrick Wang a composé la musique, et écrit le livret, d'un opéra-comique en un acte, intitulé Scalia/Ginsburg,,, joué pour la première fois en juillet 2015 au cours du Castleton Festival (en) (fondé par Lorin Maazel),, et diffusé à la radio le 7 novembre 2020,.
Cette œuvre, mettant en scène les « joutes », au sein de la Cour suprême des États-Unis, entre les deux « hérauts » des camps conservateur (Antonin Scalia) et libéral (Ruth Bader Ginsburg), par ailleurs amis proches, faisait dire à son auteur, en 2013, bien avant la première mondiale, que la lecture d'une opinion dissidente exprimée par le juge Scalia était « la chose la plus spectaculaire qu'il ait jamais lue » lorsqu'il étudiait le droit.

### Prix
- 1995 : médaille d'or de l'American Academy of Achievement dans la catégorie Public Service
- 2011 : Jefferson Awards for Public Service (en) dans la catégorie Prix du sénateur John Heinz pour service exceptionnel par un élu ou nommé
- 2015 : prix des quatre libertés de Roosevelt dans la catégorie Médaille de la Liberté
- 2016 : médaille Brandeis[50]
- 2018 : prix Genesis dans la catégorie Accomplissement d'une vie
- 2019 : lauréate du prix Berggruen[51]

### Hommages
- 2002 : National Women's Hall of Fame
- 2004 : 7e position sur la liste des femmes les plus puissantes du monde selon Forbes
- Doctorat honoris causa de l'université d'État de l'Ohio (2009)[52], de l'université Willamette (2009), de l'université de Princeton (2010)[53], de l'université Harvard (2011)[54]
- 2015 : Time 100[55]
- 2018 : The Big Bang Theory : saison 12, épisode 6, à partir de 2'50.
- 2020 : Rick et Morty : saison 4, épisode 6, à la moitié de l’épisode.
- 2020 : Big Mouth : saison 4, épisode 9, à la 5e minute.
- 2021 : statue à Brooklyn, où elle est née[56].
- 2021 : The Good Fight, saison 5

• 2025 Ruth Bader Ginsburg,  le premier buste de femme magistrate dans le plus grand Palais de justice au monde en Belgique ( œuvre participatif, proposée par l’artiste plasticien Stephan Goldrajch )Press

## Décoration
- Médaille de la Liberté de Philadelphie administrée par le National Constitution Center (2020)[57]